# Сговор (Орхание)
„Сговор“ е предизборен лист, издаван в Орхание в периода 6 – 19 юни 1931 г.
Предизборният лист се издава от коалиралите се Демократическия сговор и Националлибералната партия по случай парламентарните избори на 21 юни 1931 г. Редактор на първи брой е Дим. Т. Диловски, а на втория – П. Ц. Петров. Отпечатва се в печатница „Наука“ на Карл Йосифов Папаушек.